# Ё Ун Хён
Ё Унхён (кор. 여운형?, 呂運亨?, 25 мая 1886—19 июля 1947) — известный участник движения за независимость Кореи от Японии левого толка. Одна из немногих фигур современной истории, одинаково уважаемых как в Южной, так и в Северной Корее.

## Биография
Ё Унхён (также используется написание Ё Ун Хён, Ё Ун Хёнг, в КНДР принята транслитерация его имени Рё Ун Хён) родился в городе Янпхён 25 мая 1886 года в семье местного феодала (янбана).
В 1907 году он начал изучать Библию и обратился в христианство. В 1910 году порвал с феодальными традициями, освободив принадлежавших его семье слуг. В 1911 году был уволен из школы в Канныне и поступил в семинарию в Хэйдзё (Пхеньяне), где проучился 2 года. В 1914 году уехал в Нанкин (Китай) изучать английскую литературу. В 1917 году встречался с Сунь Ятсеном и тайно посетил Корею. В 1918 году основал Молодёжную партию новой Кореи.
Молодёжная партия новой Кореи ориентировалась на страны Антанты, однако Ё Унхён, как представитель революционного крыла партии настоял на отправке представителя в РСФСР.
В 1919 году группа корейских интеллигентов в Шанхае создала организацию «Временное правительство Кореи» и объявила себя легитимным правительством Кореи в изгнании. Одним из них был Ё Унхён, ставший «заместителем министра иностранных дел». Ранее он был в числе политических и религиозных деятелей, подписавших декларацию независимости Кореи, оглашённую 1 марта 1919 года. В ноябре этого же года он даже посетил метрополию выступил с речью о праве корейцев на жизнь. В 1919 году Ё был отправлен на Парижскую мирную конференцию (делегацию возглавлял представитель Временного правительства Ким Гю Сик, а Ё Унхён и Ли Кванен были его заместителями). Они должны были подать заявление о предоставлении Кореи независимости и добиться включения пункта о независимости Кореи в мирный договор, что не увенчалось успехом.

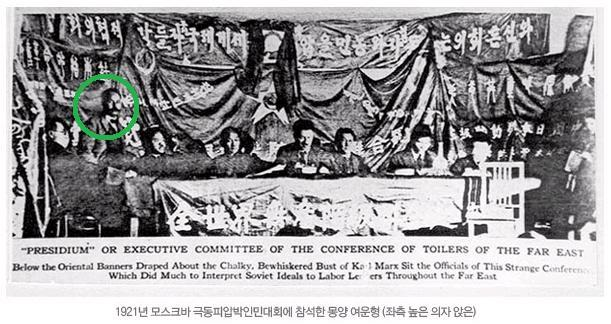
Во время учёбы в Коммунистическом университете трудящихся Востока

В 1920 году он вступил в Корейскую коммунистическую партию, а в 1922 году принял участие в работе I конгресса трудящихся Дальнего Востока, организованного Коминтерном, и беседовал с В. И. Лениным о перспективах антиимпериалистического движения в Азии. В 1924 году Ё вступил в Гоминьдан, а также во входящую в него в этот период Коммунистическую партию Китая.[прояснить]
В 1929 году Ё стал тренером футбольной команды Фуданьского университета и сопровождал её на тренировочных играх в Юго-Восточной Азии, попутно выступая с антиколониальными речами — на Филиппинах, в Сингапуре и других местах. Наконец, по этой причине он был арестован британской полицией после возвращения в Шанхай, передан японцам и приговорён к трём годам заключения.
После своего освобождения в 1932 году Ё Унхён начал активную деятельность, направленную на получение Кореей независимости. Так, в 1935 году он открыл в Асане мемориал легендарного корейского адмирала Ли Сунсина, отразившего японское вторжение в XVI веке. Параллельно с 1934 года Ё Унхён возглавлял Корейский спортивный совет. Когда на Олимпиаде в Берлине 1936 года корейский марафонец Сон Гиджон (выступавший под японским именем Сон Китэй) завоевал золотую медаль, возглавляемая Ё Унхёном с 1933 года газета Чосон чунан ильбо разместила фотографию чемпиона без флага Японской империи на форме. За это Ё был уволен, а на выпуск «Чосон чунан ильбо» был наложен мораторий, который не был отменён до конца японского правления.

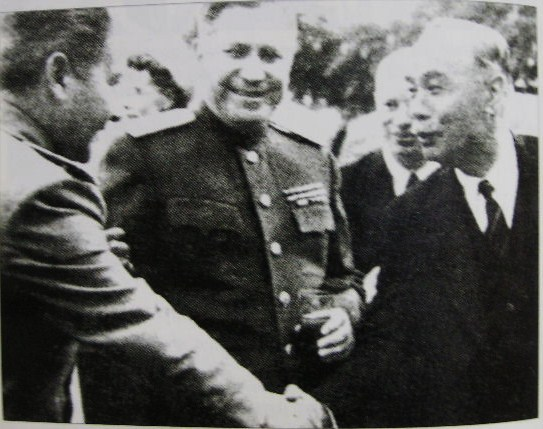
Май 1946 года, Ё Ун Хён (справа) на советско-американском совещании. В центре стоит генерал Терентий Штыков.

Во время Второй мировой войны в 1942—1943 годах Ё Унхён находился в японской тюрьме, обвинённый в нарушении закона «Об охране общественного порядка». 10 августа 1944 года он выступил инициатором создания «Братства за восстановление Кореи». К этому моменту он стал достаточно известной фигурой, и в 1945 году последний генерал-губернатор Кореи Абэ Нобуюки поручил генеральному инспектору Эндо Рюсаку вести переговоры с Ё относительно независимости Кореи. Ё Унхён провозгласил в Корее Корейскую народную республику и дал японцам гарантии безопасности. Однако это государство не было признано ни США, ни СССР, поделившими Корейский полуостров между собой.
В последние два года своей жизни Ё пытался, без особого успеха, объединить южнокорейских левых. В 1947 году он был убит молодым членом правой националистической группы Хан Джигыном.